# 赵延寿
赵延寿（?—948年），本姓刘，常山（今河北正定）人。五代十国时军事、政治人物。

## 生平
本姓刘，父刘邟本是脩县令。后梁时，沧州节度使刘守文攻陷脩县，被后来的盧龍節度使、北平王趙德鈞收為养子，改姓赵。娶后唐明宗之女兴平公主，为汴州司马，授汝州刺史，为枢密使。长兴三年（932年），以枢密使加同平章事。
后晋天福元年（936年），兵败投靠契丹，耶律德光待他很好，为幽州节度使，封燕王，寻为枢密使兼政事令，又承諾立其為帝。後晉出帝開運元年（944年）正月，趙延壽率五萬騎擊敗杜重威，入汴京，殺桑維翰，縱兵大掠，以功为中京留守，赵延寿不得已求为太子，被拒绝。赵延寿能吟詩，在北庭赋《塞上》诗云“占得高原肥草地，夜深生火折林梢”，“南人闻者，往往传之”。官至枢密使、中京留守、成德军节度使、太师、守侍中、兼政事令、大丞相、燕王。有子赵匡赞。

## 延伸阅读
[在维基数据编辑]
 《遼史·卷76》，出自脱脱《遼史》